# Furikake

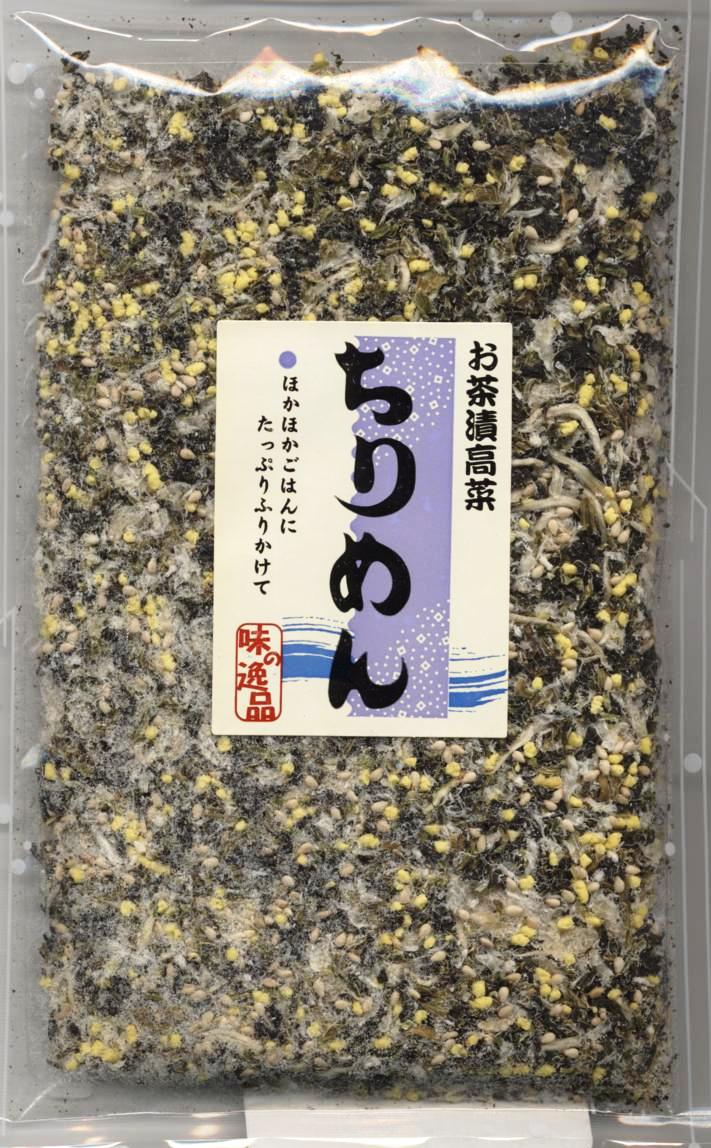
Embalatge de furikake artesanal.

El furikake (en japonès ふりかけ, de 振り掛ける furikakeru, "salpebrar") és, en la cuina japonesa, qualsevol preparació seca que s'utilitza per condimentar l'arròs. N'hi ha moltes variants, fetes a base de diferents ingredients deshidratats i reduïts en pols o en flocs, que s'empolvoren simplement sobre l'arròs o que s'utilitzen per arrebossar les onigiri (mandonguilles d'arròs).
Entre els diversos furikake tradicionals, s'hi troben els fets a base d'algues nori, shiso, wasabi, sèsam, katsuobushi (bonítol sec), algues i ous, algues i bonítol, verdures, natto deshidratat... També hi ha barreges variades dels diversos ingredients, on en general hi ha a més sal i, en certs casos, espècies picants (en les versions industrials del comerç, sovint s'hi afegeix sucre i glutamat monosòdic).
Es tracta d'una preparació molt popular al Japó i també a Corea.